# 波边条蕨
波边条蕨（学名：Oleandra undulata）为条蕨科条蕨属下的一个种。